# Louzanne Coetzee
Pour les articles homonymes, voir Coetzee.
Louzanne Coetzee, née le 18 avril 1993 à Bloemfontein (Afrique du Sud), est une athlète handisport sud-africaine concourant en T11 pour les athlètes ayant une déficience visuelle. Elle court avec un guide.

## Biographie
Coetzee est née avec une amaurose congénitale de Leber et est complètement aveugle. Elle fait des études à l'Université de l'État-Libre.

## Carrière
En 2018, elle devient la première athlète aveugle à concourir aux Championnats du monde universitaire de cross-country.

### Distinctions
Aux Jeux paralympiques d'été de 2020, elle remporte sa première médaille internationale avec l'argent sur le 1 500 m T11 en 4 min 40 s 96 — nouveau record personnel — derrière la Mexicaine Mónica Olivia Rodríguez (4 min 37 s 40). Quatre ans auparavant, elle avait été disqualifiée pendant les séries du 1 500 m après que les juges ait considéré que son guide l'avait aidé pendant la course pour passer devant une autre athlète. Le 5 septembre, elle rafle le bronze sur le marathon T12 avec son guide Claus Kempen en battant le record du monde T11 en 3 h 12 min 55 s. Peu après, elle est choisie pour être le porte-drapeau de la délégation sud-africaine lors de la cérémonie de clôture.